# Rio Menderes
O rio Menderes, por vezes chamado Grande Menderes (em turco: Büyük Menderes) ou Meandro (em latim: Meander; em grego: Μαίανδρος; romaniz.: Maíandros), é um curso de água no sudoeste da Turquia. Nasce no centro-oeste da Turquia, perto de Dinar, correndo oeste ao mar Egeu, desaguando perto da antiga cidade jónica de Mileto.